# Église de l'Immaculée-Conception de Bisten-en-Lorraine
Pour les églises consacrées sous le même vocable, voir église de l'Immaculée-Conception.
L’église de l’Immaculée-Conception-de-la-Vierge-Marie se situe dans la commune française de Bisten-en-Lorraine, au cœur de la région franco-allemande du Warndt. Érigée à l’extrémité du village, elle le domine depuis les hauteurs de la route menant à Niedervisse.

## Histoire
Du point de vue spirituel, le village est au Moyen Âge succursale de la vaste paroisse voisine de Boucheporn, de même que Zimming et Obervisse. L’état civil ne débute alors qu’en 1792 dans la paroisse-mère. L’église paroissiale est édifiée en 1780.

## Édifice
Il s’agit d’un bâtiment de type église-grange, comprenant un vaisseau unique et un chevet plat. L’église est couverte d’un toit à longs pans avec croupe et flèche polygonale. La tour-clocher est hors-œuvre en façade. Le monument aux morts communal est installé sous le porche de l’édifice, aux pieds d’une pietà ; les noms des victimes des deux guerres mondiales y sont inscrits (six lors de la Première et six lors de la Seconde). Une croix de mission, dressée en 1872 contre la façade du clocher, surplombe tout le village ; une longue inscription en allemand gothique rappelle les circonstances de son érection. À l’intérieur, la statue de la Sainte Vierge, patronne de l’église, domine l’ensemble puisqu’elle trône dans une niche située au-dessus du maître-autel et particulièrement éclairée.

## Galerie

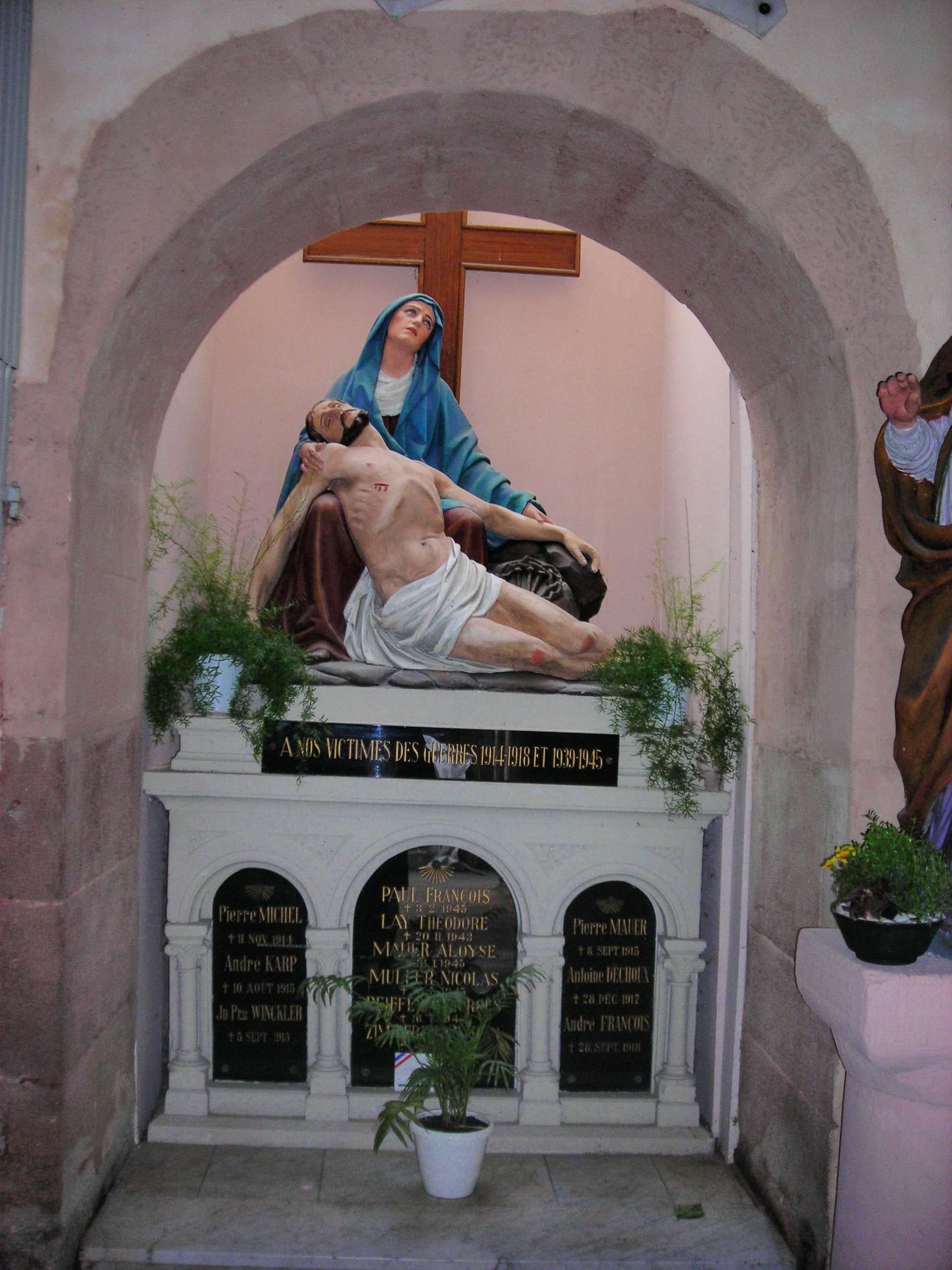
Le monument aux morts situé sous le clocher
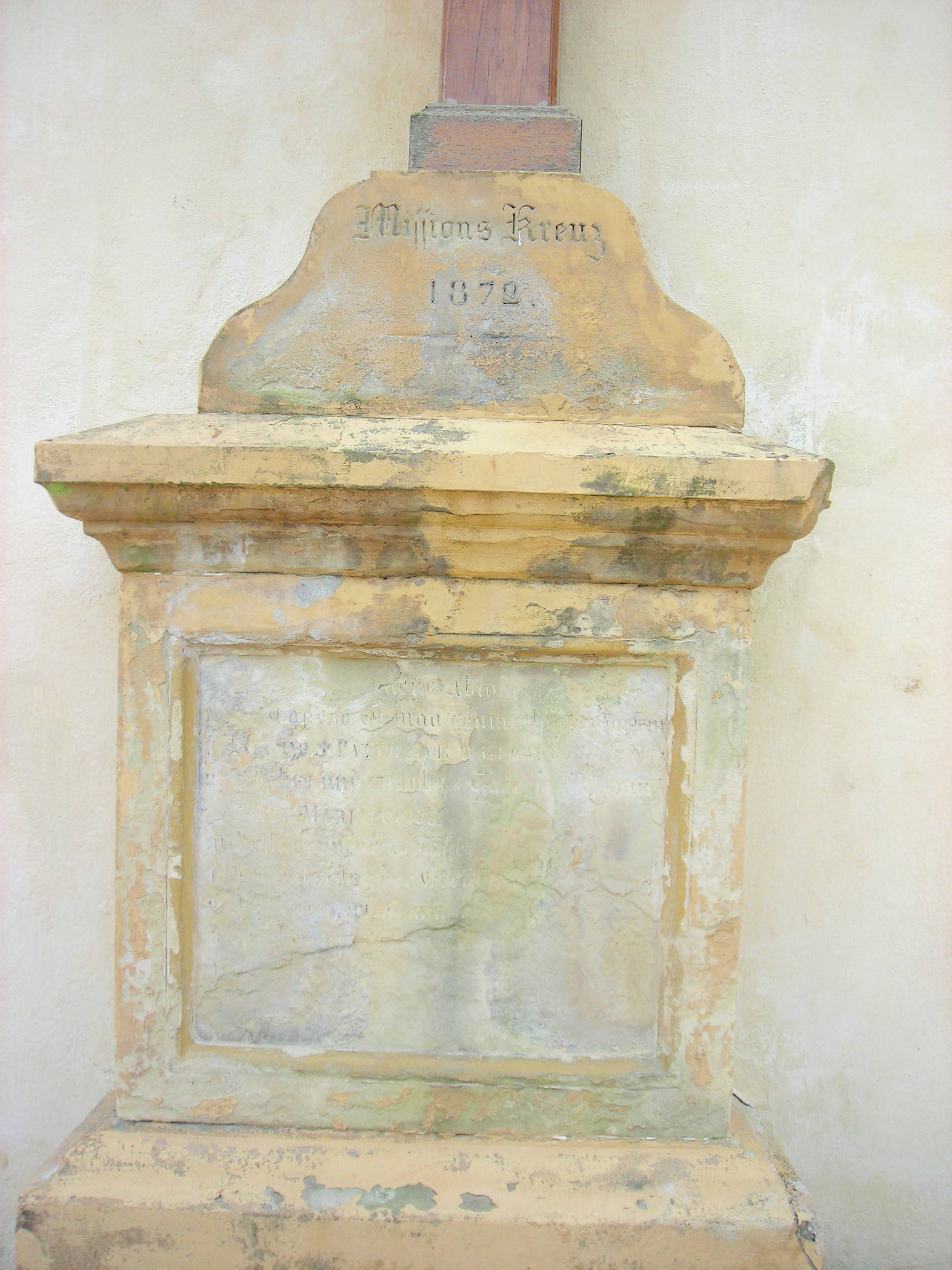
Le socle de la croix de mission, érigée en 1872 contre la façade du clocher
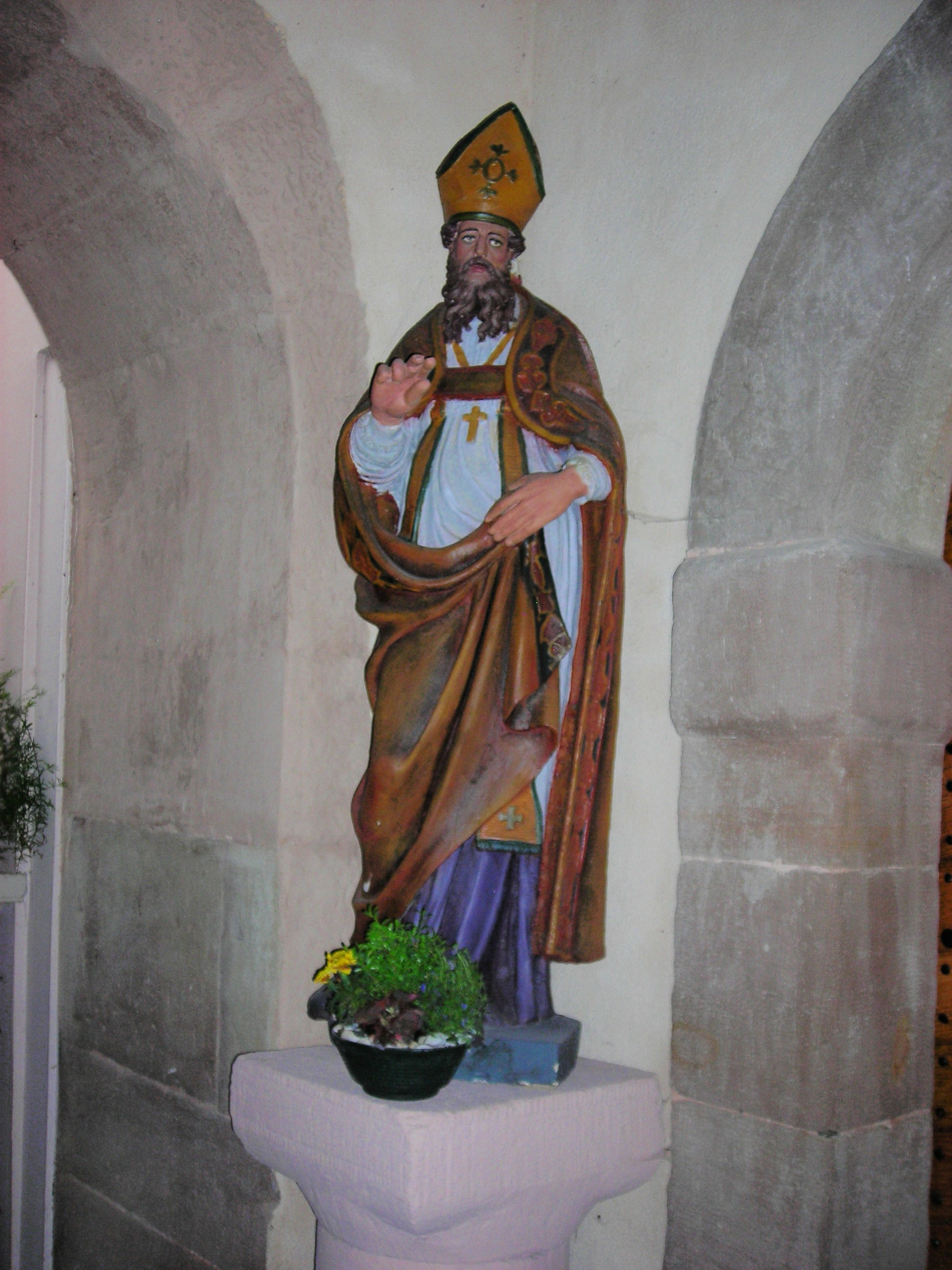
La statue d’un saint évêque située dans le porche